# مدقة شميدت

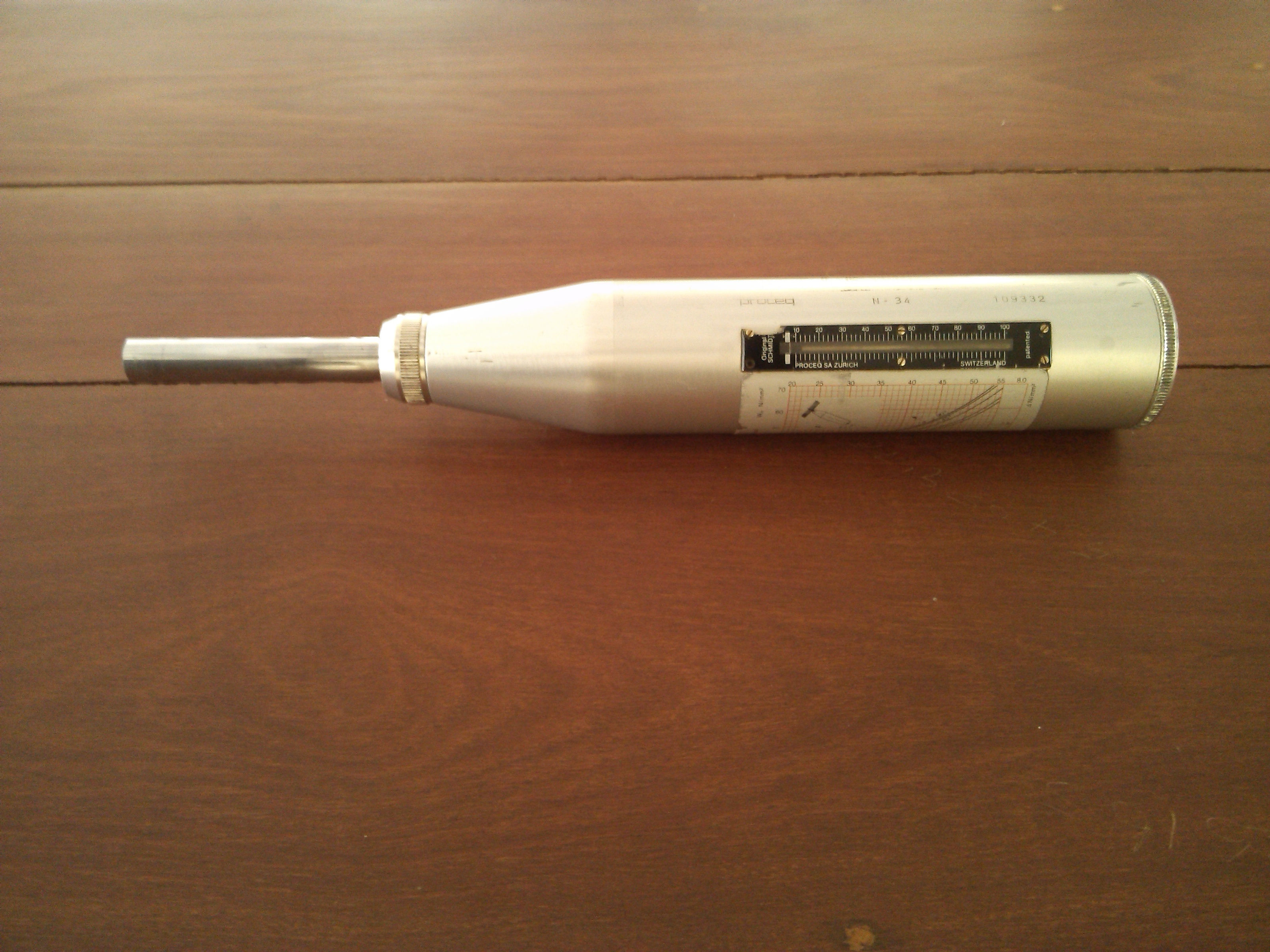

مدقة شميدت، المعروفة كذلك باسم المدقة السويسرية أو مدقة الارتداد، هي جهاز يستخدم في قياس خصائص المرونة أو القوة في الخرسانة أو الصخور، وبشكل أساسي صلابة الأسطح ومرونة الاختراق.
اخترعها المهندس السويسري إرنست شميدت. وتتولى شركة Proceq توزيع مدقة شميدت حول العالم.
وتقيس المدقة ارتداد كتلة بها نابض من جراء ارتطامها بسطح العينة. وتصطدم مدقة الاختبار بالخرسانة بقوة محددة. ويعتمد ارتدادها على صلابة الخرسانة ويقاس حسب معدات الاختبار. وبالرجوع إلى مخطط التحويل، يمكن أن تستخدم قيمة الارتداد لتحديد قوة الضغط.
وعند إجراء الاختبار، يجب الإمساك بمدقة الاختبار بزوايا قائمة على السطح الذي يجب أن يكون مستويًا وناعمًا. وتتأثر قراءة الارتداد حسب توجه المدقة، وذلك عند استخدامها في الوضع العمودي (على الجانب السفلي من بلاطة معلقة على سبيل المثال)، وستعمل الجاذبية على زيادة مسافة الارتداد للكتلة لاختبار يتم على بلاطة أرضية، والعكس صحيح. إن مدقة شميدت هي مقياس عشوائي يتدرج من 10 إلى 100. وتتوفر أدوات شميدت هذه من مصنعيها الأصليين بنطاقات طاقة متعددة. وتشمل: (1) النوع L-0. بطاقة تأثير 375 نانو متر، (2) النوع N-2. بطاقة تأثير 207 نانو متر، و(3) النوع M-29. بطاقة تأثير 43 نانو متر.
يتأثر الاختبار أيضًا بقوى أخرى:
- الاختلاف الداخلي للعينة. وحتى يتسنى تقليل هذا، يوصى بأخذ قراءات مختارة والتوصل إلى القيمة المتوسطة لها.
- محتوى العينة من الماء، تعطي العينة المشبعة بالماء نتائج مختلفة عن تلك الجافة.

قبل الاختبار، يجب معايرة مدقة شميدت باستخدام سندان اختبار معايرة يوفره المصنع لهذا الغرض. ويجب أخذ 12 قراءة، وإهمال أعلاها وأدناها، وإيجاد متوسط النتائج العشر المتبقية.
تصنف طريقة الاختبار هذه باعتبارها غير مباشرة، حيث لا تعطي قياسًا مباشرًا لقوة المادة. بل إنها تعطي إشارةً مبنية على خصائص السطح، وهي مناسبة فقط لإجراء المقارنات بين العينات.
وتخضع طريقة اختبار الخرسانة هذه إلى معيار ASTM C805. ويصف المعيار ASTM D5873 إجراء اختبار الصخور.

## وصلات خارجية
- More information on the Schmidt hammer
- Savoie Maintenance Service revendeur et réparateur SCHMIDT Hammer (بالفرنسية)
- Schmidt und Partner (بالألمانية)